# Gervais de Chichester
Gervais de Chichester ou Gervais d’Angles (Gervasius) est un prélat du début du XIIIe siècle.

## Biographie

### Début de carrière
Gervais nait vers 1150 en Angleterre, d'une famille noble établie dans le Lincolnshire.
Avant de devenir moine, Gervais aurait suivi des études dans les écoles parisiennes. Il entre ensuite à l'abbaye de Saint-Just-en-Chaussée dont il devient abbé en 1199. Il est chargé par le pape Célestin III de l'administration de Beauvais en l'absence de l'évêque Philippe de Dreux, captif de Richard Cœur de Lion. Il devient en 1205 abbé de Thenailles. Le 5 février 1209, il devient abbé de Prémontré et chef de l'Ordre. Il se charge de la réforme de l'abbaye de San-Quirino d'Antrodoco.
Il écrit en 1214 une lettre au pape Innocent III pour une réforme spirituelle et la reconquête des lieux saints de la chrétienté. Présent au concile de Latran de 1215 après la prise de Jérusalem par Saladin en 1187, le pape trouve en lui un de ses plus fidèles serviteurs. Gervais recommande Hillin, abbé de Floreffe au patriarche de Jérusalem Albert de Château-Vautier. Honorius III le nomme commissaire de la cour pontificale en France et un de ses pénitenciers. Il est chargé sous le pontificat des papes Célestin III et Honorius III de négociations au sujet de la croisade ou de la discipline ecclésiastique et l'élimination des hérétiques du Sud-Ouest.

### Gervais, évêque de Sées
La tradition veut que Gervais a été nommé évêque et sacré par le pape Honorius III le 20 juillet 1220 à Rome. En réalité, à la mort de Sylvestre, le chapitre élit son prieur Hugues de Bellon nouvel évêque de Sées. Honorius III casse l'élection le 20 décembre 1220 et nomme évêque Gervais.
Malgré cette nomination, il conserva un attachement particulier à l'ordre des Prémontrés. Il se retirait régulièrement à l'abbaye de Silly-en-Gouffern. Il continuait même à visiter les abbayes de son ancien ordre. 
En 1222, Honorius III le délègue, avec Henri, grand archidiacre de Reims et Jean, doyen d'Amiens, pour examiner sur l'élection de Thibaut d'Amiens à l'archevêché de Rouen et vérifier qu'il n'est pas lépreux,. Il est également chargé d'enquêter sur le conflit opposant Barthélémy, doyen de Chartres et futur évêque de Paris (1224-1227) et l'abbé de Saint-Père de Chartres. En 1223, il assiste Gautier, évêque de Chartres, au sacre d'Étienne de Brioude, évêque de Mende, à Rome. Vers 1223, il fait venir à Sées des franciscains qu'il installe dans un couvent dont il avait participé à la fondation.
Gervais meurt le 18 février 1228 et est enterré à l'abbaye de Silly.